# Cryptamorpha lata
Cryptamorpha lata is een keversoort uit de familie spitshalskevers (Silvanidae). De wetenschappelijke naam van de soort werd in 1925 gepubliceerd door Charles Oke.